# Irena Grosfeld-Smolar
Irena Grosfeld-Smolar (ur. 25 grudnia 1948 w Warszawie) – polska ekonomistka, działająca we Francji.

## Życiorys
Była studentką Wydziału Ekonomii Politycznej Uniwersytetu Warszawskiego. W 1967 uczestniczyła w protestach w obronie Adama Michnika, zagrożonego usunięciem ze studiów z przyczyn politycznych. Została za to ukarana naganą przez Związek Młodzieży Socjalistycznej, którego była członkiem. W 1968 uczestniczyła w organizacji protestów studenckich po zdjęciu przez cenzurę inscenizacji Dziadów Adama Mickiewicza w reżyserii Kazimierza Dejmka ze sceny Teatru Narodowego (niektóre zebrania odbywały się w jej mieszkaniu). W tym samym roku została relegowana ze studiów, przywrócona dwa lata później, po ukończeniu studiów wyjechała w 1972 na stałe do Francji. W 1978 obroniła w Université Panthéon-Sorbonne pracę doktorską Struktury bodźców w teorii i praktyce gospodarki planowej. Pracowała jako profesor w Centre national de la recherche scientifique, w latach 1990–1991 była doradcą w Ministerstwie Przekształceń Własnościowych. Była zatrudniona jako profesor w Paris School of Economics. 
Uczestniczyła w redagowaniu pisma Aneks założonego i prowadzonego m.in. przez jej męża Aleksandra Smolara.
Jest córką Leona i Olgi Grosfeldów, siostrą Jana Grosfelda. Z małżeństwa z Aleksandrem Smolarem ma dwoje dzieci: Annę i Piotra.